# Бытом-Оджаньски
Бы́том-Оджа́ньски (пол. Bytom Odrzański, нем. Beuthen an der Oder) — город в Польше, входит в Любушское воеводство, Новосольский повят. Имеет статус городско-сельской гмины. Занимает площадь 10 км². Население — 4.365 человек (на 2004 год).

## Галерея

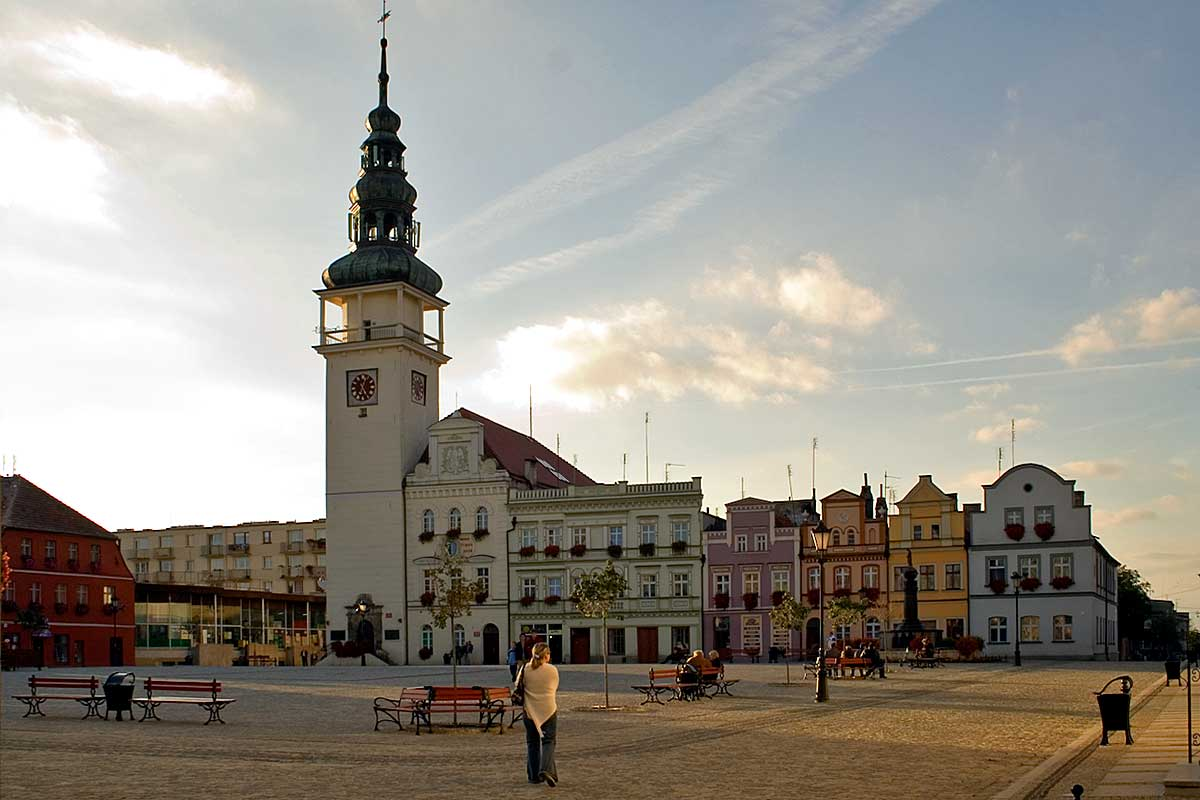
Ратуша и рыночная площадь
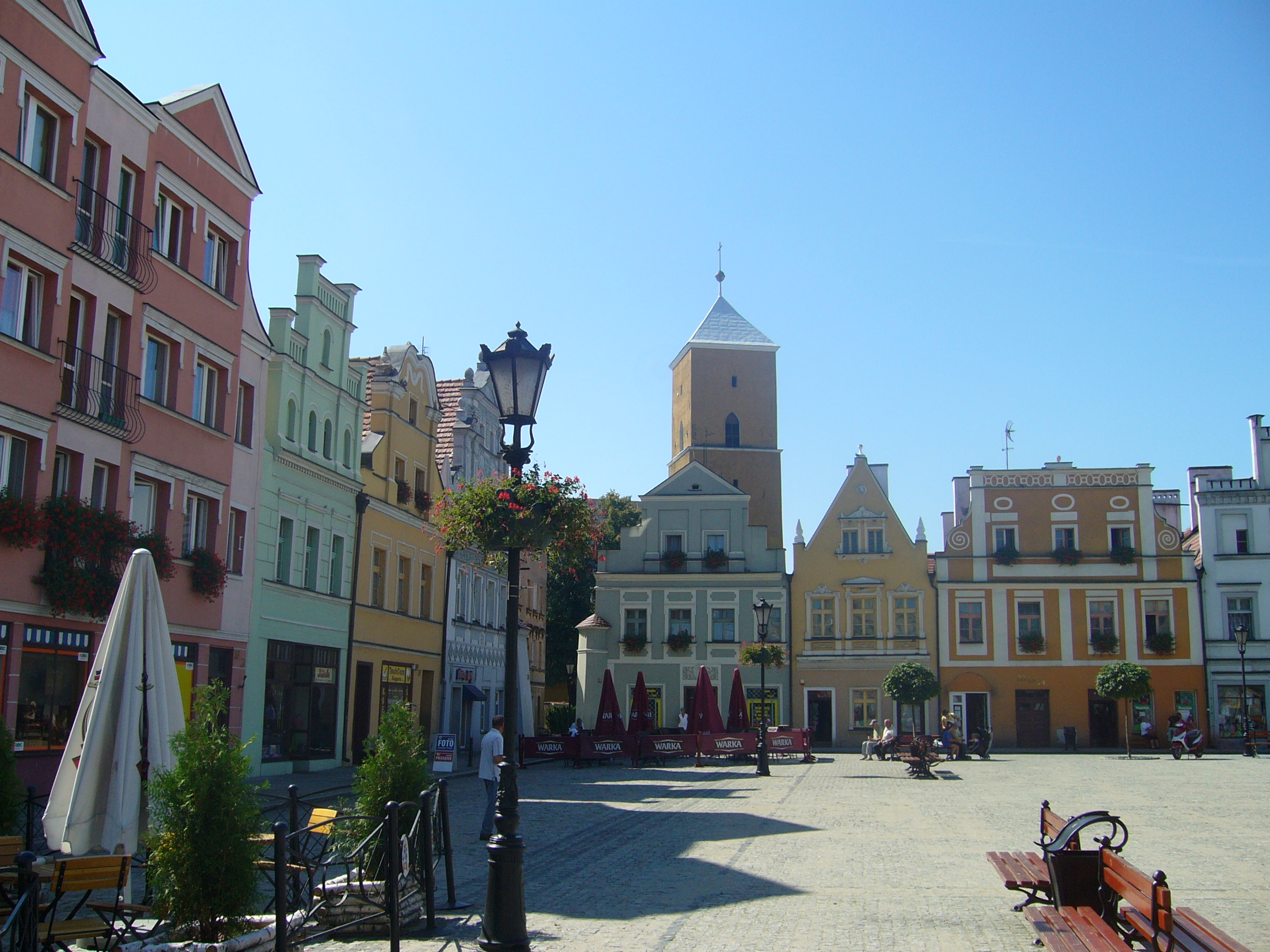
Рыночная площадь
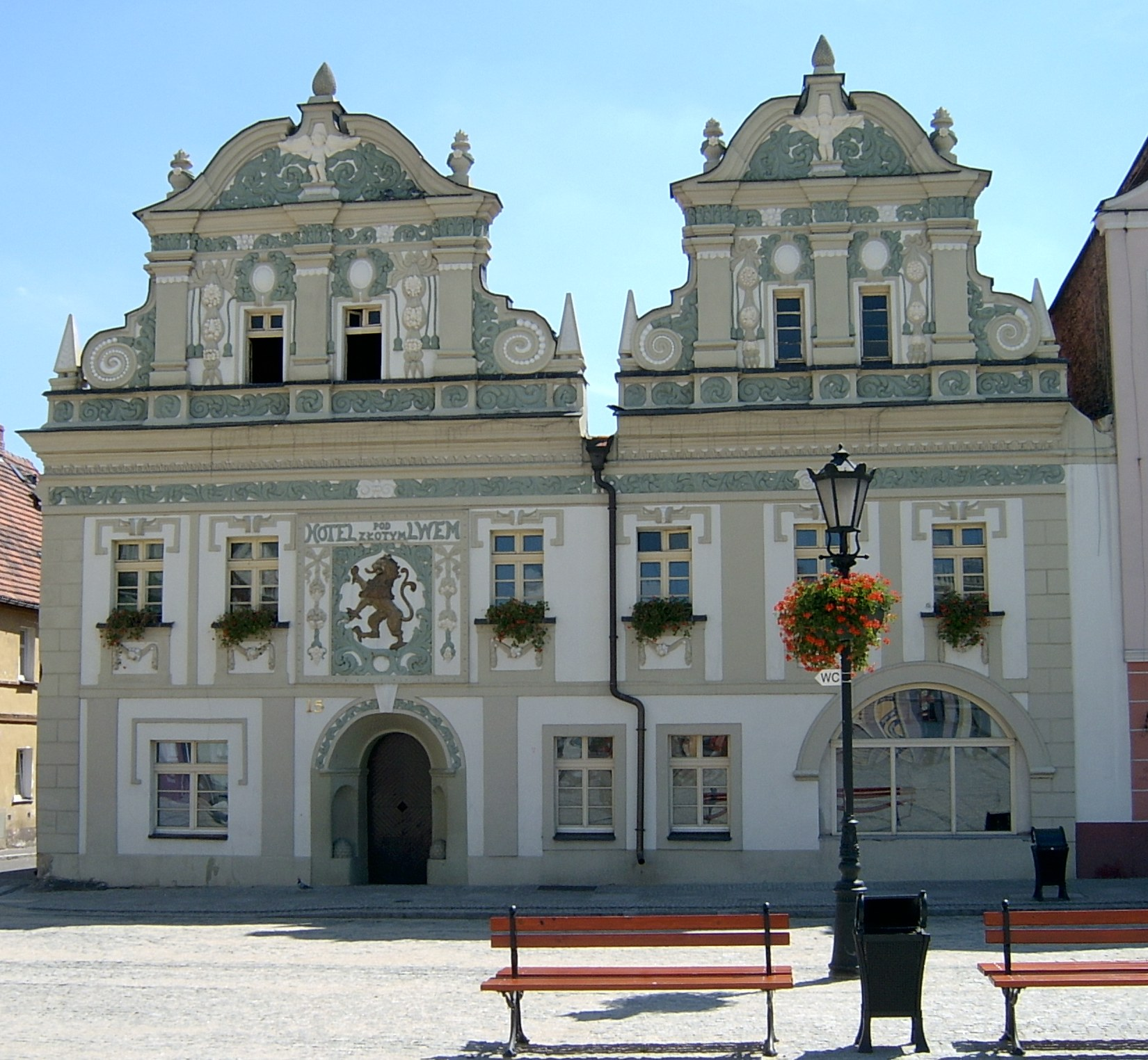
Дом золотого льва
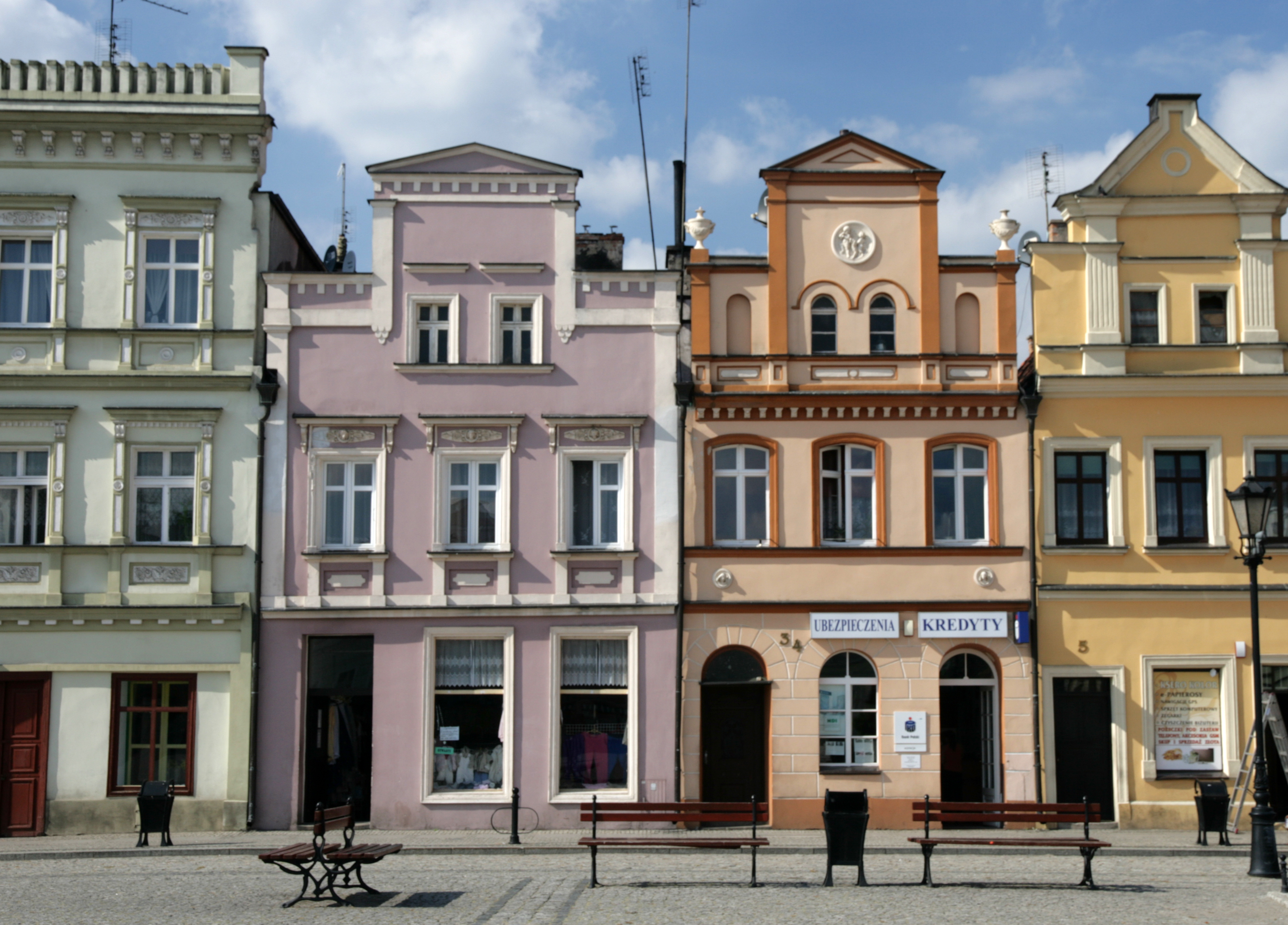
Фасады старинных домов (на рыночной площади)
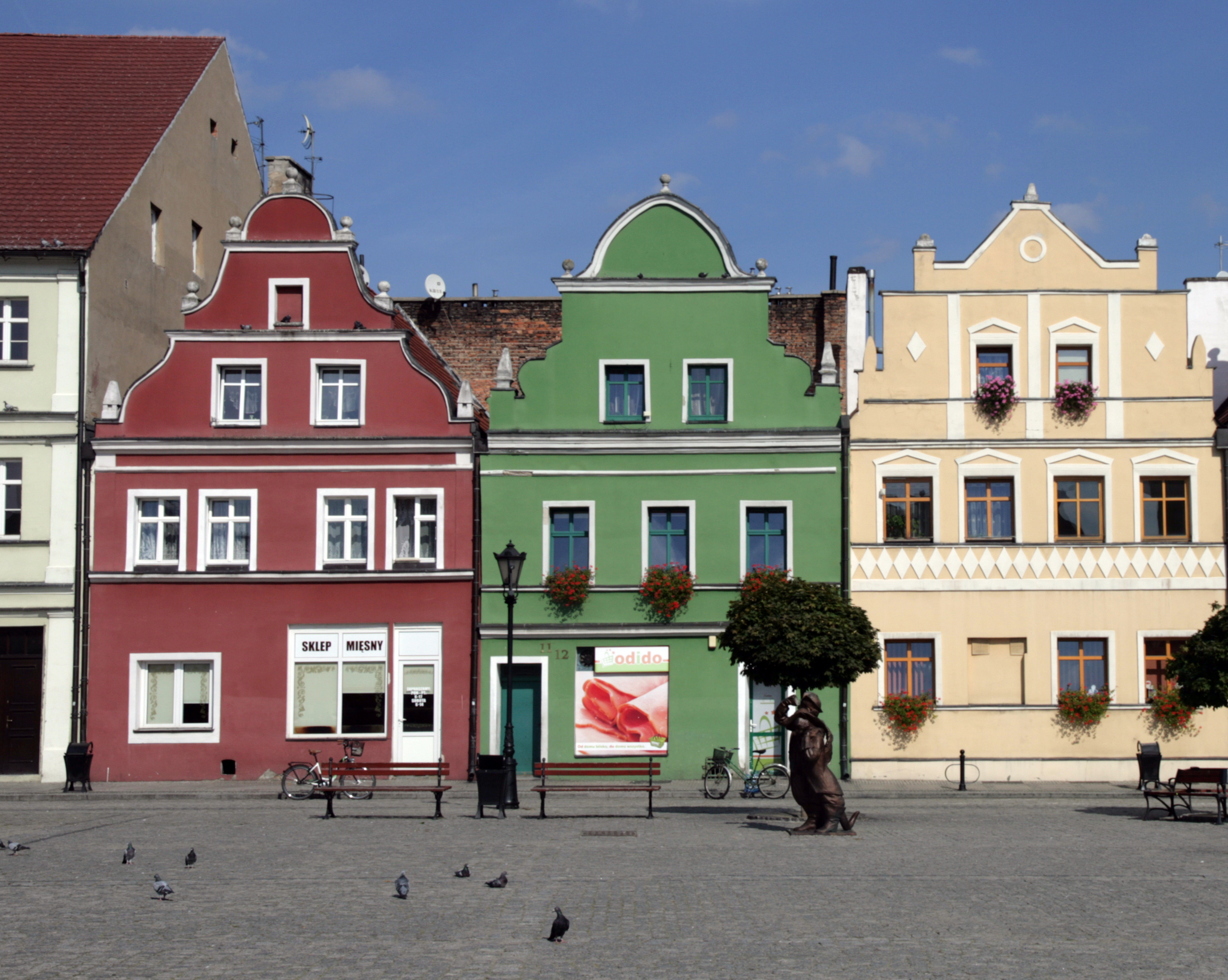
Фасады старинных домов (на рыночной площади)
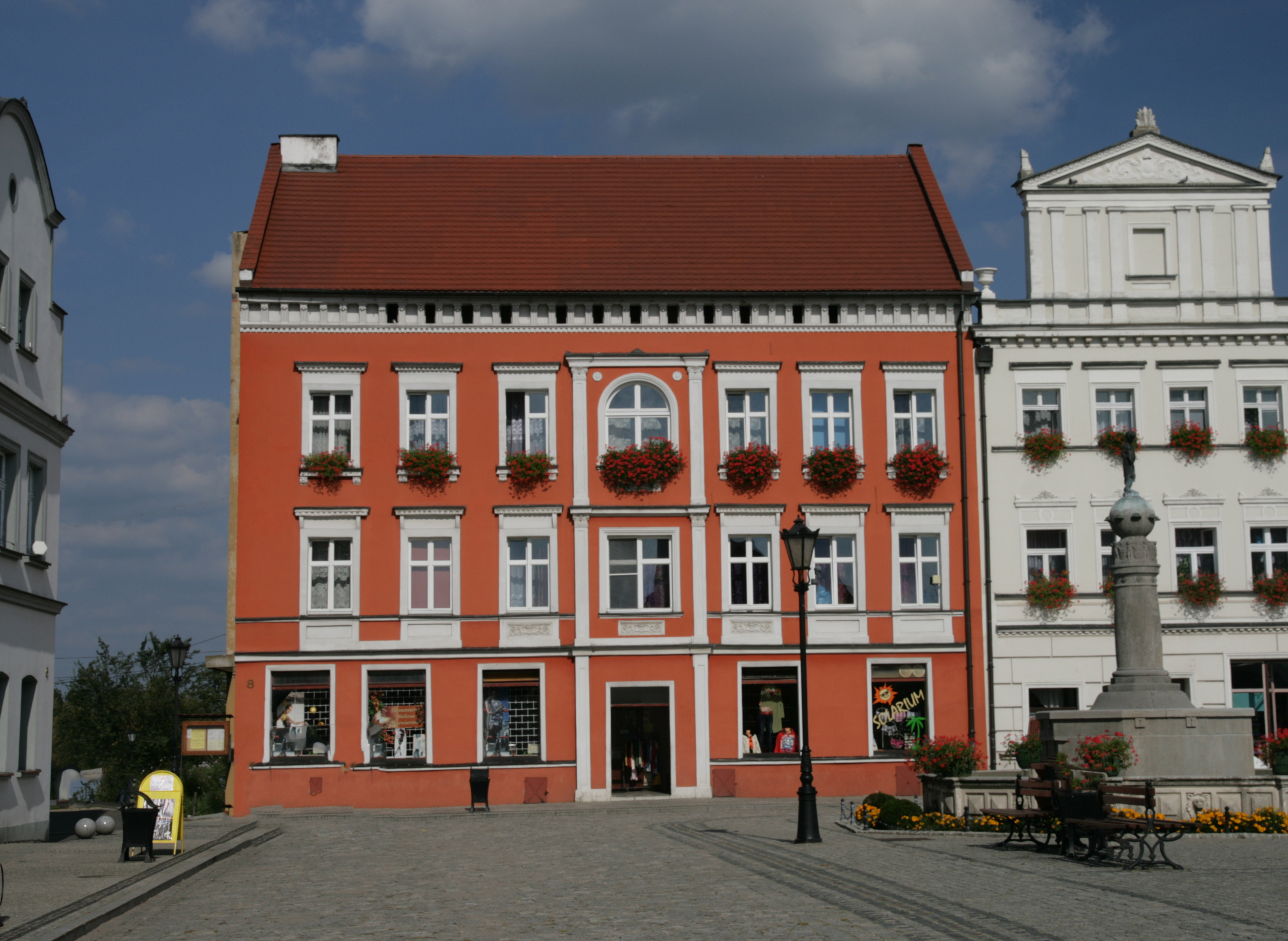
Фасад старинного здания (на рыночной площади)
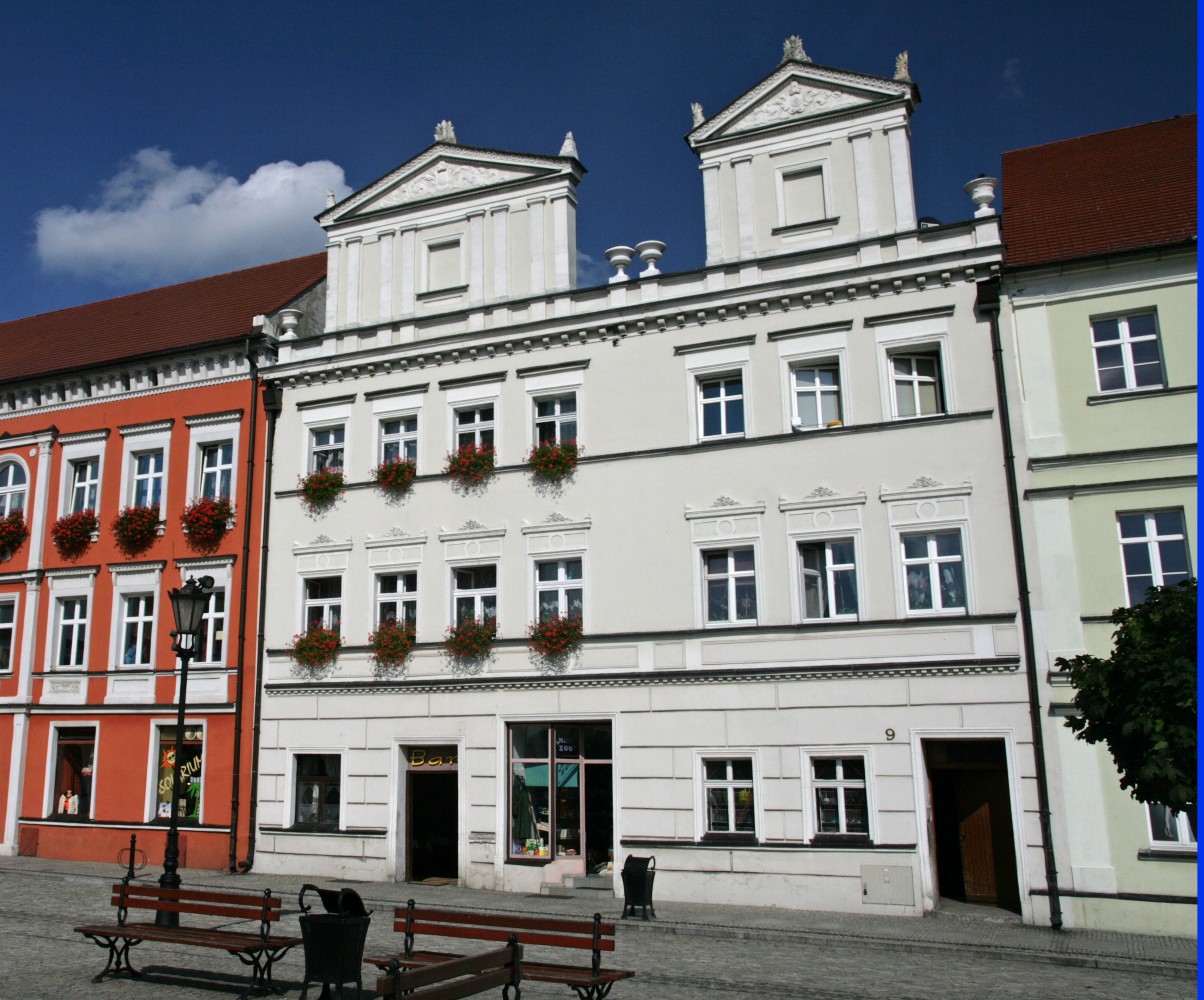
Фасад старинного здания (на рыночной площади)
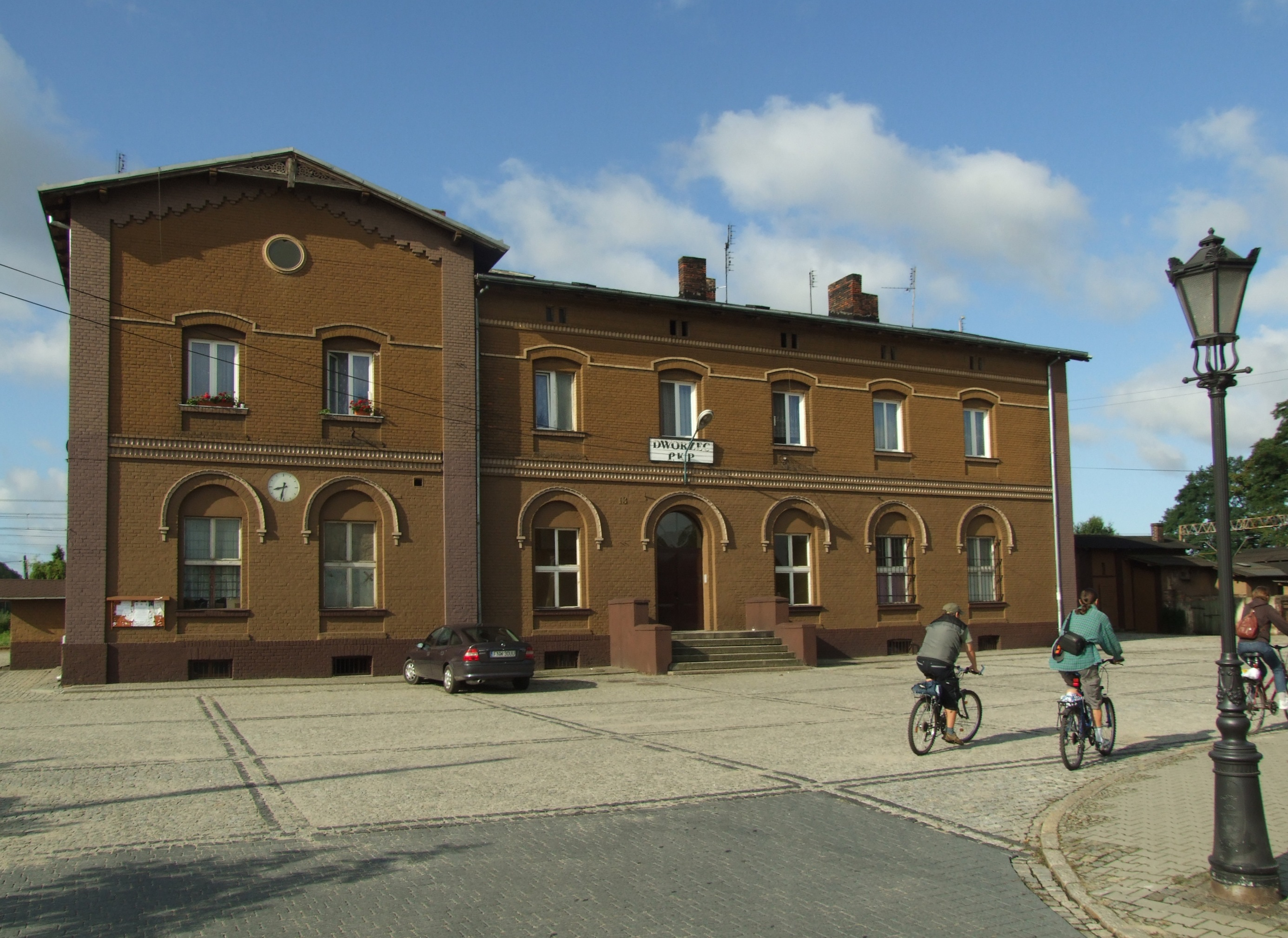
Железнодорожная станция